# Przełęcz pod Suchym Obyczem
Przełęcz pod Suchym Obyczem – przełęcz położona na terenie Pogórza Przemyskiego na wysokości 572 m n.p.m., pomiędzy szczytami Wierchu (590 m n.p.m.) oraz Suchego Obycza (618 m n.p.m.). Przełęcz oddziela Pasmo Działu od Masywu Suchego Obycza.

## Szlaki turystyczne
- Niebieski szlak turystyczny Rzeszów – Grybów na odcinku: Jureczkowa – Nad Mszańcem – Przełęcz Wecowska – Przełęcz pod Jamną – Wierch – Przełęcz pod Suchym Obyczem – Suchy Obycz – Kalwaria Pacławska